# 约瑟夫·贝克
约瑟夫·贝克（波蘭語：Józef Beck，波蘭語：[ˈjuzɛv ˈbɛk] ⓘ，1894年10月4日—1944年6月5日），是波兰政治家、外交官、军官，与约瑟夫·毕苏斯基的紧密政治伙伴。他在1930年代担任波兰外交部长，这也是他最为著名的身份，在任时，他被卷入与纳粹德国的领土争议，最终导致后者对波兰的入侵与第二次世界大战。

## 早年
第一次世界大战开始时，贝克是工程学院的学生。一战爆发后，贝克成为1914年10月由毕苏斯基建立的秘密组织，波兰军事组织，的成员。贝克在1914年加入波兰军团第一旅，直到1917年为止，他也是毕苏斯基的副官。后来这个旅遭到拘留，而贝克逃离了这次牢狱之灾。后来波兰重获独立，贝克被任命为一个炮台的指挥，并被委派到总参谋部。贝克在1922年至1923年担任驻法国大使馆武官。法国人厌恶贝克到了散布关于他的谣言的地步。1926年，他帮助发动五月政變，将毕苏斯基带入了波蘭的权力中心。
贝克在1926年至1930年间担任波兰军事部长参谋，在1930年至1932年间担任副总理与副外交部长。贝克随后接受毕苏斯基的培训以贯彻波兰的外交政策，并在1932年担任外交部长，他到二战爆发前都担当这个职位。

## 外交部长

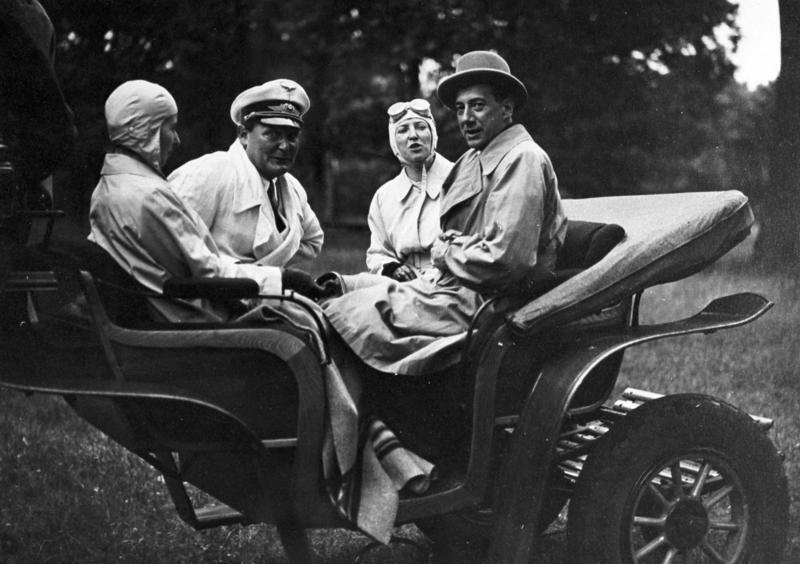
与赫尔曼·戈林，1935年

外交事务方面，贝克试图与波兰的两个强邻德国与苏联在外交关系上保持良好平衡。因此，他在1932年与苏联签署互不侵犯条约， 在1934年1月签署德波互不侵犯条约。他寻求英法等西方势力对波兰安全的保证。他在这一领域的突出成就是在1939年春，德国已决心发动战争的事实越发明显时，获得英国的安全保证，以及法波联盟的重建。贝克的政策不能阻止战争的爆发，但的确能使德国因其对波兰的战争而被卷入与西方势力的冲突。
贝克憎恶協約国在1919年《凡尔赛条约》中向中欧各国强加的，旨在保障犹太人、乌克兰人、白俄罗斯人、立陶宛人和德意志人等少数民族權益的《少数民族条约》。贝克坚称，当波兰和捷克斯洛伐克被迫保障他们各自的德裔少数民族时，德国和苏联內的波蘭裔少数民族都没有受到的如此保护。另外，贝克对德国等国家利用少数民族条约向邻国施压，并干涉波兰内部事务感到愤怒。1934年9月，在国际联盟讓蘇聯加入后，贝克宣布退出少数民族条约。
很大程度上因为国际联盟是少数民族条约的主要担保者，贝克极度厌恶国联，很少掩饰对其的鄙视。如果不是因为當波兰遭受侵犯時，国联盟约的共同防御条款將会对波兰有利，贝克会让波兰退出国联。贝克雖不认为上述情况可能性很大，但他还是因为国联盟约可能对波兰有利，而将波兰留在国联。
1935年，毕苏斯基去世，由爱德华·雷兹-希米格维将军（后来成为元帅）、伊格纳齐·莫希奇茨基总统和贝克自身领导的各毕苏斯基派势力达成权力分配协议。这三个势力有效地支配了萨纳齐亚体制并共治波兰至二战爆发。贝克在形成波兰外交政策上或多或少地不受约束。因为内部的私人恩怨，统治集团的稳定性受到削弱，而且在1930年代末，上述三人中无人能够完全鞏固其统治地位。史学界经常称1935年至1939年间这一段时期为“没有独裁者的独裁”。
贝克也积极地探究他的导师毕苏斯基的“海间联邦”（Międzymorze）理念的可行性，所谓海间联邦是从波罗的海延伸至黑海的中东欧国家联盟，而后来则改为从北冰洋延伸至地中海。如果这个政策实现，那么这个夹在德国与苏联之间的海间联邦其实力足以阻止两国的军事入侵。贝克意识到在当时建立如此的欧洲超大国是不可行的，但他准备建立一个由波兰领导的外交集团，称为“第三欧洲”，这也许会成为海间联邦的核心。
贝克的“第三欧洲”外交理念包括由意大利、波兰、南斯拉夫、匈牙利和罗马尼亚组成的集团。贝克在担任外交部长时为实现“第三欧洲”花费了其大部分精力。他的努力最终失败的原因是：
- 与波兰相比，意大利和匈牙利更倾向于与德国结盟；
- 罗马尼亚与匈牙利在特兰西瓦尼亚方面的冲突使两国注定不能在一个集团内；
- 法西斯意大利与匈牙利都希望瓜分两国之间的南斯拉夫，使罗马、布达佩斯和贝尔格莱德决不会处在统一战线；
- 希望与波兰建立“第三欧洲”的四个国家无一愿意接受波兰领导。

## 通向战争之路
1936年，民族统一阵营（OZON）成立， 但贝克拒绝加入。
捷克斯洛伐克政府对与波兰结盟不感兴趣。贝内什称，贝克在成为外交部长时提议建立反德同盟，但遭贝内什拒绝。贝克在1934年试图再次解决与捷克斯洛伐克的分歧。贝内什将德波互不侵犯条约视为“在背之芒”。贝克厌恶捷克斯洛伐克及其外长（后任总统）爱德华·贝奈斯，而后者对前者的感觉也是如此。相反，贝克与匈牙利摄政王霍尔蒂·米克洛什上将关系很好。贝克经常玩笑性地考虑把斯洛伐克放回匈牙利（除了其中一小部分归波兰所有），但从未试图真这么做（除去1938年至1939年间波兰与匈牙利合作，通过侵吞捷克斯洛伐克领土，使两国重新毗邻，参见第一次维也纳裁定）。1930年代，波兰从来没有好的时机以与捷克斯洛伐克联盟，而贝克与贝奈斯之间的私怨又使两国同盟些许的曙光破灭。虽然如此，有人主张这并不是因为两人私怨，而是贝克认为只有法国能够帮助波兰抵抗德国，因此波兰与捷克斯洛伐克之间的关系并不重要。
1950年代初，英国历史学家刘易斯·伯恩斯坦·纳米尔爵士与前法国外长乔治·邦奈在《时代文学补遗》杂志（Times Literary Supplement）上进行重要的历史辩论。纳米尔称，邦奈不理睬贝克在1938年5月提出的，让波兰在遭到德国入侵时获得捷克斯洛伐克援助的提议。邦奈否认贝克曾提出如此提议，这让纳米尔指责邦奈意图篡改记录。纳米尔在1953年以如下语句结束这场辩论：“波兰的提议，是因其有价值而提出的，但先遭政治家邦奈破坏，后遭历史学家邦奈抹消。” 
贝克在二战发生前的几个月起着决定性作用，他坚决拒绝纳粹德国所提出的让波兰加入针对苏联的反共产国际协定，使波兰免受纳粹的摆布，他也拒绝让纳粹修建经过波属波美拉尼亚直达东普鲁士的域外高速公路，保住对波兰至关重要的直抵格丁尼亚港的波兰走廊，同时拒绝希特勒经常利用的所谓尊重波兰边界并使其与纳粹德国的互不侵犯条约延期的条件，拒绝德国对但泽自由市的领土要求。

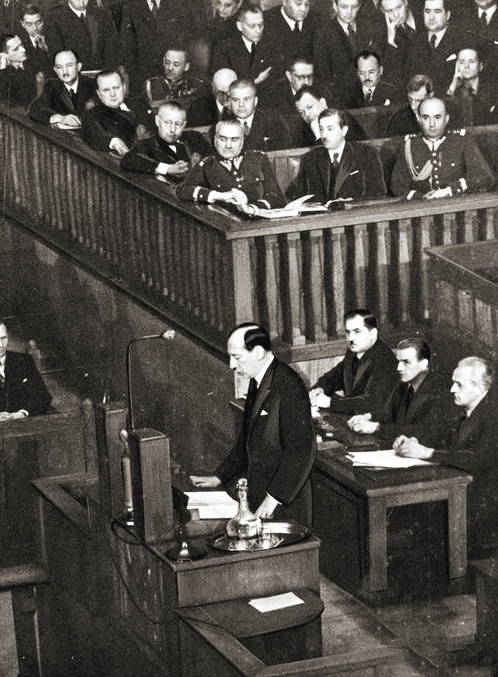
1939年5月5日——贝克在下议院发表讲话，拒绝希特勒的要求

甚至在1937年，希特勒仍继续向贝克保证德国对但泽没有领土要求。但在1939年初，希特勒改变了其早先的立场，提出对但泽的要求，另外提出不会动用武力。1939年4月，贝克在伦敦对英波互助条约的内容表示同意。贝克在1939年5月5日发表了其著名的演讲，拒绝德国的要求，而当时据阿道夫·希特勒出兵波兰还不到四个月。
|  | “和平是珍贵而值得去追求的。我们这一代已经历太多血雨腥风，当然渴望和平。但是和平，和这个世界上几乎所有东西一样，是有价的，虽然高但仍可计量。我们波兰人不知道什么是不惜一切代价也要争取和平。只有一件事，对人的一生、对民族、对国家，是无价的。这，就是荣誉。” |

但是，对希特勒而言，波兰是否接受德国的要求不是问题，这都能达到使德国与苏联接壤的目的。不论这个目的是通过与波罗的海国家的联盟达到，亦或是使它们被德国或苏联吞并，从原则上讲，都没有关系。
同样，贝克拒绝英国提出的关于与法国和苏联合作的协议。因此，波兰与它的两个强邻之间都保持着相对中立的关系。
之后，英国又提出了第三条提议，保证如果波兰边界受到侵犯，英国会支持波兰政府。这回贝克接受了。
希特勒与英国联盟的希望破灭了，他于是将他的精力集中于苏联，德国与苏联此后签署苏德互不侵犯条约，试图在不久决定开启西方战场后稳定苏联的情况。
同时，英法也寻求与苏联的同盟。但当德国愿意提供给苏联相当可观的利益，包括东欧的大片领土与芬兰时，同盟国在条件有限，政治环境扑朔迷离的情况下，只得默许苏联利用波兰领土（事实上，只是在苏德两国签署互不侵犯条约一事已不可避免的情况下，同盟国才让贝克一方做出这种些微的让步）。

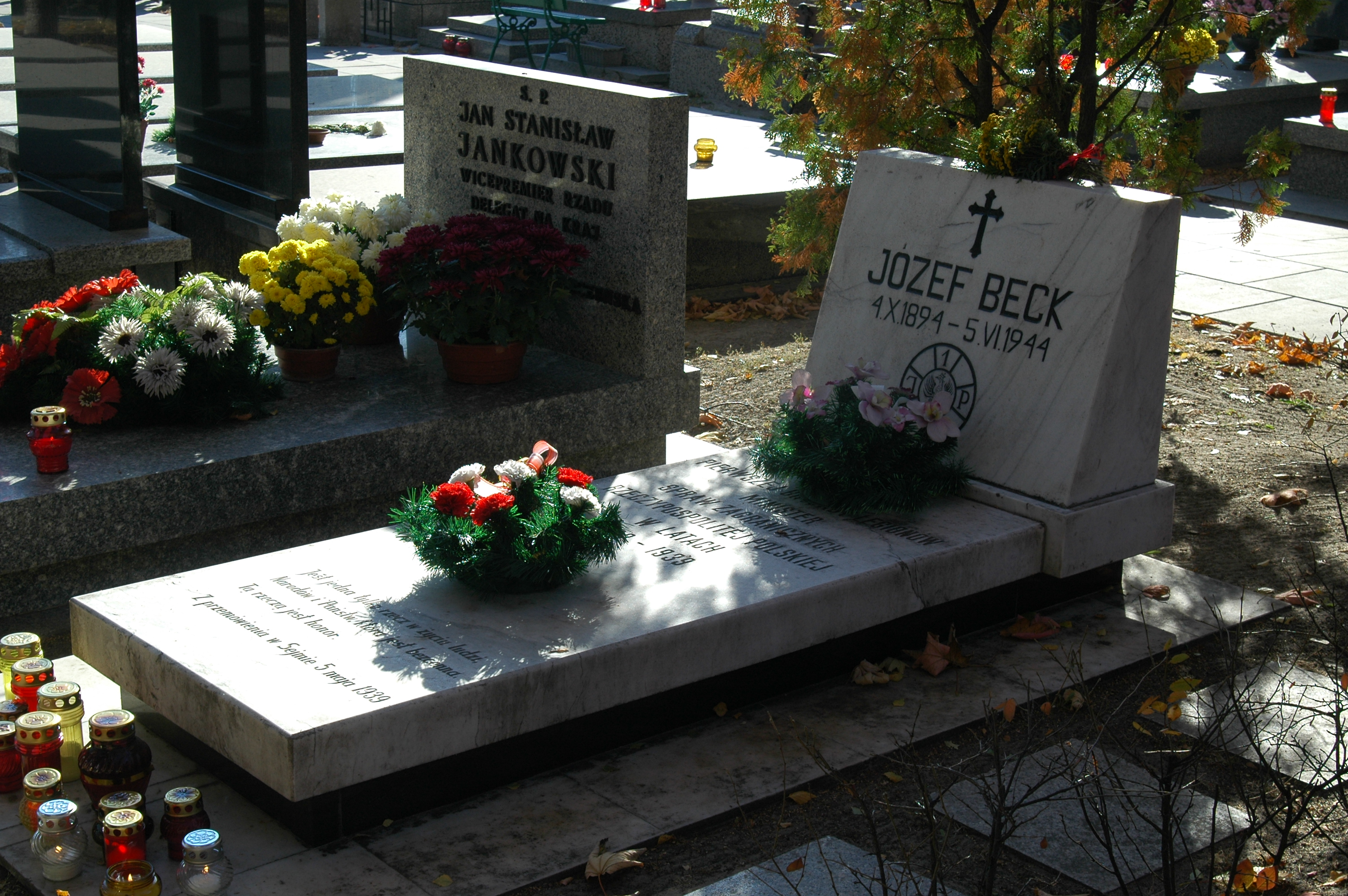
约瑟夫·贝克之墓与扬·扬科夫斯基之墓，位于波万兹基军事公墓

2009年，俄罗斯对外情报局宣称贝克是德国特务。波兰媒体对此番言论表示极度愤慨。

## 二战
在德国入侵波兰，二战正式爆发后，贝克要求波兰盟友（英国和法国）确定参战支援波兰的日期。波兰在1939年9月被它的两个强邻占领，形成该国在历史上有名的“第四次瓜分”，随后，贝克在1939年9月17日至18日与波兰政府余部撤至罗马尼亚， 在那里他被当局拘留。贝克在狱中写下一卷回忆录《最终报告》（Ostatni raport）。
贝克在1944年6月5日因患肺结核，于罗马尼亚斯特内什蒂去世贝克之子安德热活跃于波兰社区。
对贝克的批评受到历史学家的质疑。诺曼·戴维斯称它们“言过其实”。彼得·斯塔胡拉认为其“张冠李戴”。他的政策也受到安娜·钦恰拉的支持。
1991年5月，贝克的遗体被送回波兰，葬在华沙波万兹基军事公墓，这也是波兰纪念伟人和勇士的先贤祠之一。

## 脚注
1. 1 2 3  Stanislaw Mackiewicz, Colonel Beck and his policy, Eyre and Spottiswoode, 1944, 第7页
2. 1 2 3  Richard Watt Bitter Glory Poland and its Fate ISBN 0-7818-0673-9 第310页
3. 1 2 3 4  Richard Watt Bitter Glory Poland and its Fate ISBN 0-7818-0673-9 第311页
4. 1 2 3  Peter Stachura Poland, 1918-1945, ISBN 0 415 34358 5 第116页
5. 1 2  Norman Davies God's Playground Volume II, Oxford University Press 1986 ISBN 0-19-821944-X 第430页
6. ↑  Editors I.Lukes and E.Goldstein The Munich Crisis, 1938 Frank 2006 ISBN 0-7146-8056-7 第49页
7. 1 2 3  Editors I.Lukes and E.Goldstein The Munich Crisis, 1938 Frank 2006 ISBN 0-7146-8056-7 第50页
8. ↑  Tadeusz Piotrowski Poland's Holocaust McFarland, 1998 ISBN 0-7864-0371-3 第4页
9. ↑  Peter Stachura Poland, 1918-1945, ISBN 0 415 34358 5 第97页
10. ↑  Count Edward Raczynski In Allied London Weidenfeld and Nicolson, 1962 第2页
11. ↑  .   [2012-01-29]. （原始内容存档于2014-01-05）.
12. ↑  Biskupski, Mieczyslaw B. The History of Poland Westport, Conn. ; London : Greenwood Press, 2000 第89页
13. 1 2 3  .   [2012-01-29]. （原始内容存档于2014-01-05）.
14. 1 2 3  Biskupski, Mieczyslaw B. The History of Poland Westport, Conn. ; London : Greenwood Press, 2000 第92页
15. ↑  Richard Watt Bitter Glory Poland and its Fate ISBN 0-7818-0673-9 Page 387
16. ↑  Richard Watt Bitter Glory: Poland and its Fate, ISBN 0-7818-0673-9, 第355页.
17. ↑  Richard Watt Bitter Glory: Poland and its Fate, ISBN 0-7818-0673-9,第356页.
18. 1 2  Editors I.Lukes and E.Goldstein The Munich Crisis, 1938 Frank 2006 ISBN 0-7146-8056-7 Page 53
19. 1 2  Editors I.Lukes and E.Goldstein The Munich Crisis, 1938 Frank 2006 ISBN 0-7146-8056-7 第54页
20. ↑  .   [2012-01-29]. （原始内容存档于2014-01-05）.
21. ↑  Biskupski, Mieczyslaw B. The History of Poland Westport, Conn. ; London : Greenwood Press, 2000 第91页
22. ↑  Editors I.Lukes and E.Goldstein The Munich Crisis, 1938 Frank 2006 ISBN 0-7146-8056-7 第95页
23. ↑  Editors I.Lukes and E.Goldstein The Munich Crisis, 1938 Frank 2006 ISBN 0-7146-8056-7 第71页
24. 1 2  Adamthwaite, Anthony France and the Coming of the Second World War, London: Frank Cass, 1977 第183-184页
25. ↑  Adamthwaite, Anthony France and the Coming of the Second World War, London: Frank Cass, 1977 第184页
26. ↑  Carl Tighe Gdańsk National Identity in the Polish-German Borderlands Pluto 1990 ISBN 0-7453-0474-5 第122页
27. ↑  Carl Tighe Gdańsk National Identity in the Polish-German Borderlands Pluto 1990 ISBN 0-7453-0474-5 第142页
28. ↑  Jozef Garlinski Poland in the Second World War, ISBN 0-333-39258-2 第6页
29. ↑  Sebastian Haffner, Der Tenfelspakt, 第92页
30. ↑  Joachim Fest, Hitler, 第590/591页
31. ↑  Putin goes to Poland for war anniversary, but sorry is the hardest word[] Times Online, 1 Sept 2009
32. ↑  History weighs heavy on World War Two anniversary （页面存档备份，存于） Reuters, 31 Aug 2009
33. ↑  Richard Watt Bitter Glory Poland and its Fate ISBN 0-7818-0673-9 第425页
34. ↑  Richard Watt Bitter Glory Poland and its Fate ISBN 0-7818-0673-9 第442页
35. ↑  .   [2012-01-29]. （原始内容存档于2014-01-05）.
36. ↑  Biskupski, Mieczyslaw B. The History of Poland Westport, Conn. ; London : Greenwood Press, 2000 第227页
37. ↑  .   [2008-11-24]. （原始内容存档于2009-02-12）.
38. ↑  Peter Stachura Poland, 1918-1945, ISBN 0 415 34358 5 第117页
39. ↑  The Sarmatian Review April 2000 第718页